# Liste der Staatsoberhäupter 1992
Übersicht
◄◄ | ◄ | 1988 | 1989 | 1990 | 1991 | Liste der Staatsoberhäupter 1992 | 1993 | 1994 | 1995 | 1996 | ► | ►►

Weitere Ereignisse

## Afrika
- Ägypten
  - Staatsoberhaupt: Präsident Husni Mubarak (1981–2011) (1981–1982 Ministerpräsident)
  - Regierungschef: Ministerpräsident Atif Muhammad Nagib Sidqi (1986–1996)
- Algerien
  - Staatsoberhaupt:
    - Präsident Chadli Bendjedid (1979–11. Januar 1992)
    - Vorsitzender des Verfassungsrats Abdelmalek Benhabylès (11. Januar 1992–14. Januar 1992)
    - Vorsitzender des Hohen Staatsrats Muhammad Boudiaf (14. Januar 1992–29. Juni 1992)
    - Vorsitzender des Hohen Staatsrats Ali Kafi (2. Juli 1992–1994)

  - Regierungschef:
    - Ministerpräsident Sid Ahmed Ghozali (1991–8. Juli 1992)
    - Ministerpräsident Belaid Abdessalam (8. Juli 1992–1993)
- Angola
  - Staatsoberhaupt: Präsident José Eduardo dos Santos (1979–2017)
  - Regierungschef:
    - Ministerpräsident Fernando José de França Dias Van Dúnem (1991–2. Dezember 1992, 1996–1999)
    - Ministerpräsident Marcolino Moco (2. Dezember 1992–1996)
- Äquatorialguinea
  - Staatsoberhaupt: Präsident Teodoro Obiang Nguema Mbasogo (seit 1979) (bis 1982 Vorsitzender des Obersten Militärrats)
  - Regierungschef:
    - Premierminister Cristino Seriche Malabo Bioko (1982–4. März 1992)
    - Premierminister Silvestre Siale Bileka (4. März 1992–1996)
- Äthiopien
  - Staatsoberhaupt: Präsident Meles Zenawi (1991–1995) (1995–2012 Ministerpräsident)
  - Regierungschef: Ministerpräsident Tamirat Layne (1991–1995)
- Benin
  - Staats- und Regierungschef: Präsident Nicéphore Soglo (1991–1996) (1990–1991 Premierminister)
- Botswana
  - Staats- und Regierungschef: Präsident Quett Masire (1980–1998)
- Burkina Faso
  - Staatsoberhaupt: Präsident Blaise Compaoré (1987–2014)
  - Regierungschef: Ministerpräsident Youssouf Ouédraogo (16. Juni 1992–1994) (Amt neu geschaffen)
- Burundi
  - Staatsoberhaupt: Präsident Pierre Buyoya (1987–1993, 1996–2003)
  - Regierungschef: Ministerpräsident Adrien Sibomana (1988–1993)
- Dschibuti
  - Staatsoberhaupt: Präsident Hassan Gouled Aptidon (1977–1999) (1977 Ministerpräsident)
  - Regierungschef: Ministerpräsident Barkat Gourad Hamadou (1978–2001)
- Elfenbeinküste
  - Staatsoberhaupt: Präsident Félix Houphouët-Boigny (1960–1993)
  - Regierungschef: Ministerpräsident Alassane Ouattara (1990–1993) (seit 2010 Präsident)
- Gabun
  - Staatsoberhaupt: Präsident Omar Bongo (1967–2009)
  - Regierungschef: Ministerpräsident Casimir Oyé-Mba (1990–1994)
- Gambia
  - Staats- und Regierungschef: Präsident Dawda Jawara (1970–1994) (1965–1970 Ministerpräsident)
- Ghana
  - Staats- und Regierungschef: Vorsitzender des provisorischen Nationalen Verteidigungsrats Jerry Rawlings (1979, 1981–2001) (ab 1993 Präsident)
- Guinea
  - Staats- und Regierungschef: Präsident Lansana Conté (1984–2008)
- Guinea-Bissau
  - Staatsoberhaupt: Präsident João Bernardo Vieira (1980–1984, 1984–1999, 2005–2009) (1978–1980 Ministerpräsident)
  - Regierungschef: Ministerpräsident Carlos Correia (1991–1994, 1997–1998, 2008–2009, 2015–2016)
- Kamerun
  - Staatsoberhaupt: Präsident Paul Biya (seit 1982)
  - Regierungschef:
    - Ministerpräsident Sadou Hayatou (1991–9. April 1992)
    - Ministerpräsident Simon Achidi Achu (9. April 1992–1996)
- Kap Verde
  - Staatsoberhaupt: Präsident António Monteiro (1991–2001)
  - Regierungschef: Premierminister Carlos Veiga (1991–2000)
- Kenia
  - Staats- und Regierungschef: Präsident Daniel arap Moi (1978–2002)
- Komoren
  - Staatsoberhaupt: Präsident Said Mohamed Djohar (1989–1995, 1996)
  - Regierungschef:
    - Ministerpräsident Mohammed Taki Abdoulkarim (7. Januar 1992–15. Juli 1992) (1995, 1996–1998 Präsident) (Amt 1992 neu geschaffen)
    - Ministerpräsident vakant (15. Juli 1992–1993)
- Republik Kongo (1960–1970 Kongo-Brazzaville; 1970–15. März 1992 Volksrepublik Kongo)
  - Staatsoberhaupt:
    - Präsident Denis Sassou-Nguesso (1979–31. August 1992, seit 1997)
    - Präsident Pascal Lissouba (31. August 1992–1997) (1963–1966 Ministerpräsident)

  - Regierungschef:
    - Ministerpräsident André Milongo (1991–2. September 1992)
    - Ministerpräsident Stéphane Maurice Bongho-Nouarra (2. September 1992–6. Dezember 1992)
    - Ministerpräsident Claude Antoine Dacosta (6. Dezember 1992–1993)
- Lesotho
  - Staatsoberhaupt: König Letsie III. (1990–1995, seit 1996)
  - Regierungschef: Vorsitzender des Militärrats Elias Phisoana Ramaema (1991–1993)
- Liberia
  - Staats- und Regierungschef: Präsident der Übergangsregierung der Nationalen Einheit Amos Sawyer (1990–1994)
- Libyen
  - Revolutionsführer: Muammar al-Gaddafi (1969–2011) (1969–1979 Generalsekretär des Allgemeinen Volkskongresses)
  - Staatsoberhaupt:
    - Generalsekretär des Allgemeinen Volkskongresses Abd ar-Razzaq as-Sausa (1990–18. November 1992)
    - Generalsekretär des Allgemeinen Volkskongresses Zantani Muhammad az-Zantani (18. November 1992–2008)

  - Regierungschef: Generalsekretär des Allgemeinen Volkskomitees Abu Zaid Umar Durda (1990–1994)
- Madagaskar
  - Staatsoberhaupt: Präsident Didier Ratsiraka (1975–1993, 1997–2002)
  - Regierungschef: Premierminister Guy Razanamasy (1991–1993)
- Malawi
  - Staats- und Regierungschef: Präsident Hastings Kamuzu Banda (1966–1994) (1964–1966 Ministerpräsident)
- Mali
  - Staatsoberhaupt:
    - Vorsitzender des Übergangskomitees Amadou Toumani Touré (1991–8. Juni 1992, 2002–2012)
    - Präsident Alpha Oumar Konaré (8. Juni 1992–2002)

  - Regierungschef:
    - Premierminister Soumana Sacko (1991–9. Juni 1992)
    - Premierminister Younoussi Touré (9. Juni 1992–1993)
- Marokko
  - Staatsoberhaupt: König Hassan II. (1961–1999)
  - Regierungschef:
    - Ministerpräsident Azzedine Laraki (1986–11. August 1992)
    - Ministerpräsident Mohammed Karim Lamrani (1971–1972, 1983–1986, 11. August 1992–1994)
- Mauretanien
  - Staatsoberhaupt: Präsident Maaouya Ould Sid’Ahmed Taya (1984–2005) (1981–1984, 1984–1992 Premierminister)
  - Regierungschef:
    - PremierministerMaaouya Ould Sid’Ahmed Taya (1981–1984, 1984–18. April 1992) (1984–2005 Präsident)
    - Premierminister Sidi Mohamed Ould Boubacar (18. April 1992–1996)
- Mauritius (seit 12. März 1992 Republik)
  - Staatsoberhaupt:
    - Königin Elisabeth II. (1968–12. März 1992)
      - Generalgouverneur: Veerasamy Ringadoo (1986–12. März 1992) (1992 Präsident)

    - Präsident Veerasamy Ringadoo (12. März 1992–30. Juni 1992) (1986–1992 Generalgouverneur)
    - Präsident Cassam Uteem (30. Juni 1992–2002)

  - Regierungschef: Ministerpräsident Anerood Jugnauth (1982–1995, 2000–2003, 2014–2017) (2003–2012 Präsident)
- Mosambik
  - Staatsoberhaupt: Präsident Joaquim Alberto Chissano (1986–2005)
  - Regierungschef: Premierminister Mário Fernandes da Graça Machungo (1976–1994)
- Namibia
  - Staatsoberhaupt: Präsident Sam Nujoma (1990–2005)
  - Regierungschef: Ministerpräsident Hage Geingob (1990–2002, 2012–2015) (2015–2024 Präsident)
- Niger
  - Staatsoberhaupt: Präsident Ali Saibou (1987–1993) (bis 1989 Präsident des Obersten Militärrats)
  - Regierungschef: Premierminister Amadou Cheiffou (1991–1993)
- Nigeria
  - Staats- und Regierungschef: Präsident des Regierenden Rates der Streitkräfte Ibrahim Babangida (1985–1993)
- Ruanda
  - Staatsoberhaupt: Präsident Juvénal Habyarimana (1973–1994)
  - Regierungschef:
    - Ministerpräsident Sylvestre Nsanzimana (1991–2. April 1992)
    - Ministerpräsident Dismas Nsengiyaremye (2. April 1992–1993)
- Sambia
  - Staats- und Regierungschef: Präsident Frederick Chiluba (1991–2002)
- São Tomé und Príncipe
  - Staatsoberhaupt: Präsident Miguel Trovoada (1991–1995, 1995–2001) (1975–1979 Ministerpräsident)
  - Regierungschef:
    - Premierminister Daniel Lima dos Santos Daio (1991–16. Mai 1992)
    - Premierminister Norberto d’Alva Costa Alegre (16. Mai 1992–1994)
- Senegal
  - Staatsoberhaupt: Präsident Abdou Diouf (1981–2000) (1970–1980 Premierminister)
  - Regierungschef: Premierminister Habib Thiam (1981–1983, 1991–1998)
- Seychellen
  - Staats- und Regierungschef: Präsident France-Albert René (1977–2004) (1976–1977 Premierminister)
- Sierra Leone
  - Staatsoberhaupt:
    - Präsident Joseph Saidu Momoh (1985–29. April 1992)
    - Vorsitzender des provisorischen Nationalen Verteidigungsrats Yahya Kanu (29. April 1992)
    - Vorsitzender des Obersten Staatsrats Valentine Strasser (1. Mai 1992–1996)

  - Regierungschef:
    - Vorsitzender des Rats der Staatssekretäre John Benjamin (Juli 1992–November 1992)
    - Vorsitzender des Rats der Staatssekretäre Solomon Musa (November 1992–1993)
- Simbabwe
  - Staats- und Regierungschef: Präsident Robert Mugabe (1987–2017) (1980–1987 Ministerpräsident)
- Somalia
  - Staatsoberhaupt: Präsident Ali Mahdi Mohammed (1991–1997)
  - Regierungschef: Ministerpräsident Umar Arteh Ghalib (1991–1993)
    - Somaliland (international nicht anerkannt)
      - Staats- und Regierungschef: Präsident Abd-ar-Rahman Ahmad Ali Tur (1991–1993)
- Südafrika
  - Staats- und Regierungschef: Präsident Frederik Willem de Klerk (1989–1994)
- Sudan
  - Staats- und Regierungschef: Präsident des Revolutionären Kommandorats zur Errettung der Nation Umar al-Baschir (1989–2019) (ab 1993 Präsident)
- Swasiland
  - Staatsoberhaupt: König Mswati III. (seit 1986)
  - Regierungschef: Premierminister Obed Dlamini (1989–1993)
- Tansania
  - Staatsoberhaupt: Präsident Ali Hassan Mwinyi (1985–1995)
  - Regierungschef: Ministerpräsident John Malecela (1990–1994)
- Togo
  - Staatsoberhaupt: Präsident Gnassingbé Eyadéma (1967–2005)
  - Regierungschef: Premierminister Joseph Kokou Koffigoh (1991–1994)
- Tschad
  - Staatsoberhaupt: Präsident Idriss Déby (1990–2021)
  - Regierungschef:
    - Ministerpräsident Jean Alingué Bawoyeu (1991–20. Mai 1992) (1990 Präsident)
    - Ministerpräsident Joseph Yodoyman (20. Mai 1992–1993)
- Tunesien
  - Staatsoberhaupt: Präsident Zine el-Abidine Ben Ali (1987–2011) (1987 Premierminister)
  - Regierungschef: Ministerpräsident Hamed Karoui (1989–1999)
- Uganda
  - Staatsoberhaupt: Präsident Yoweri Museveni (seit 1986)
  - Regierungschef: Premierminister George Cosmas Adyebo (1991–1994)
- Westsahara (umstritten)
  - Staatsoberhaupt: Präsident Mohamed Abdelaziz (1976–2016) (im Exil)
  - Regierungschef: Ministerpräsident Mahfoud Ali Beiba (1982–1985, 1988–1993, 1995–1999) (im Exil)
- Zaïre (bis 1964 Kongo-Léopoldville, 1964–1971, seit 1997 Demokratische Republik Kongo)
  - Staatsoberhaupt: Präsident Mobutu Sese Seko (1965–1997)
  - Regierungschef:
    - Ministerpräsident Nguza Karl-I-Bond (1980–1981, 1991–15. August 1992)
    - Ministerpräsident Étienne Tshisekedi (1991, 15. August 1992–1993, 1997)
- Zentralafrikanische Republik
  - Staatsoberhaupt: Präsident André Kolingba (1981–1993)
  - Regierungschef:
    - Premierminister Edouard Franck (1991–4. Dezember 1992)
    - Premierminister Timothée Malendoma (4. Dezember 1992–1993)

## Amerika

### Nordamerika
- Kanada
  - Staatsoberhaupt: Königin Elisabeth II. (1952–2022)
    - Generalgouverneur: Ray Hnatyshyn (1990–1995)

  - Regierungschef: Premierminister Brian Mulroney (1984–1993)
- Mexiko
  - Staats- und Regierungschef: Präsident Carlos Salinas de Gortari (1988–1994)
- Vereinigte Staaten von Amerika
  - Staats- und Regierungschef: Präsident George H. W. Bush (1989–1993)

### Mittelamerika
- Antigua und Barbuda
  - Staatsoberhaupt: Königin Elisabeth II. (1981–2022)
    - Generalgouverneur Wilfred E. Jacobs (1981–1993)

  - Regierungschef: Premierminister Vere Cornwall Bird (1981–1994)
- Bahamas
  - Staatsoberhaupt: Königin Elisabeth II. (1973–2022)
    - Generalgouverneur:
      - Henry Milton Taylor (1988–1. Januar 1992)
      - Clifford Darling (2. Januar 1992–1995)

  - Regierungschef:
    - Premierminister Lynden O. Pindling (1973–21. August 1992)
    - Premierminister Hubert Ingraham (21. August 1992–2002, 2007–2012)
- Barbados
  - Staatsoberhaupt: Königin Elisabeth II. (1966–2021)
    - Generalgouverneurin: Nita Barrow (1990–1995)

  - Regierungschef: Premierminister Lloyd Erskine Sandiford (1987–1994)
- Belize
  - Staatsoberhaupt: Königin Elisabeth II. (1981–2022)
    - Generalgouverneurin: Minita Gordon (1981–1993)

  - Regierungschef: Premierminister George Cadle Price (1981–1984, 1989–1993)
- Costa Rica
  - Staats- und Regierungschef: Präsident Rafael Ángel Calderón Fournier (1990–1994)
- Dominica
  - Staatsoberhaupt: Präsident Clarence A. Seignoret (1983–1993)
  - Regierungschef: Premierministerin Eugenia Charles (1980–1995)
- Dominikanische Republik
  - Staats- und Regierungschef: Präsident Joaquín Balaguer (1960–1962, 1966–1978, 1986–1996)
- El Salvador
  - Staats- und Regierungschef: Präsident Alfredo Cristiani Burkard (1989–1994)
- Grenada
  - Staatsoberhaupt: Königin Elisabeth II. (1974–2022)
    - Generalgouverneur:
      - Paul Scoon (1978–6. August 1992)
      - Reginald Palme (6. August 1992–1996)

  - Regierungschef: Ministerpräsident Nicholas Brathwaite (1983–1984, 1990–1995)
- Guatemala
  - Staats- und Regierungschef: Präsident Jorge Serrano Elias (1991–1993)
- Haiti
  - Staatsoberhaupt:
    - Präsident Joseph Nérette (1991–19. Juni 1992) (kommissarisch)
    - Präsident Marc Bazin (19. Juni 1992–1993) (kommissarisch)

  - Regierungschef:
    - Ministerpräsident Jean-Jacques Honorat (1991–19. Juni 1992)
    - Ministerpräsident Marc Bazin (19. Juni 1992–1993)
- Honduras
  - Staats- und Regierungschef: Präsident Rafael Leonardo Callejas (1990–1994)
- Jamaika
  - Staatsoberhaupt: Königin Elisabeth II. (1962–2022)
    - Generalgouverneur: Howard Cooke (1991–2006)

  - Regierungschef:
    - Ministerpräsident Michael Manley (1972–1980, 1989–30. März 1992)
    - Ministerpräsident Percival J. Patterson (30. März 1992–2006)
- Kuba
  - Staatsoberhaupt und Regierungschef: Präsident des Staatsrats und des Ministerrats Fidel Castro (1976–2008) (1959–1976 Ministerpräsident)
- Nicaragua
  - Staats- und Regierungschef: Präsidentin Violeta Barrios de Chamorro (1990–1997) (1979–1980 Mitglied der Regierungsjunta des nationalen Wiederaufbaus)
- Panama
  - Staats- und Regierungschef: Präsident Guillermo Endara Galimany (1989–1994)
- St. Kitts und Nevis
  - Staatsoberhaupt: Königin Elisabeth II. (1983–2022)
    - Generalgouverneur Clement Athelston Arrindell (1983–1995)

  - Regierungschef: Ministerpräsident Kennedy Simmonds (1983–1995)
- St. Lucia
  - Staatsoberhaupt: Königin Elisabeth II. (1979–2022)
    - Generalgouverneur: Stanislaus A. James (1988–1996)

  - Regierungschef: Ministerpräsident John Compton (1982–1996, 2006–2007)
- St. Vincent und die Grenadinen
  - Staatsoberhaupt: Königin Elisabeth II. (1979–2022)
    - Generalgouverneur: David Jack (1989–1996)

  - Regierungschef: Ministerpräsident James Fitz-Allen Mitchell (1984–2000)
- Trinidad und Tobago
  - Staatsoberhaupt: Präsident Noor Hassanali (1987–1997)
  - Regierungschef: Ministerpräsident Patrick Manning (1991–1995, 2001–2010)

### Südamerika
- Argentinien
  - Staats- und Regierungschef: Präsident Carlos Menem (1989–1999)
- Bolivien
  - Staats- und Regierungschef: Präsident Jaime Paz Zamora (1989–1993)
- Brasilien
  - Staats- und Regierungschef:
    - Präsident Fernando Collor de Mello (1990–29. Dezember 1992) (ab 2. Oktober 1992 suspendiert)
    - Präsident Itamar Franco (2. Oktober 1992–1995) (bis 29. Dezember 1992 kommissarisch)
- Chile
  - Staats- und Regierungschef: Präsident Patricio Aylwin (1990–1994)
- Ecuador
  - Staats- und Regierungschef:
    - Präsident Rodrigo Borja (1988–10. August 1992)
    - Präsident Sixto Durán Ballén (10. August 1992–1996)
- Guyana
  - Staatsoberhaupt:
    - Präsident Hugh Desmond Hoyte (1985–9. Oktober 1992) (1984–1985 Ministerpräsident)
    - Präsident Cheddi Jagan (9. Oktober 1992–1997)

  - Regierungschef:
    - Ministerpräsident Hamilton Green (1985–9. Oktober 1992)
    - Ministerpräsident Sam Hinds (9. Oktober 1992–1997, 1997–1999, 1999–2015) (1997 Präsident)
- Kolumbien
  - Staats- und Regierungschef: Präsident César Gaviria (1990–1994)
- Paraguay
  - Staats- und Regierungschef: Präsident Andrés Rodríguez (1989–1993)
- Peru
  - Staatsoberhaupt: Präsident Alberto Fujimori (1990–2000)
  - Regierungschef:
    - Ministerpräsident Alfonso de los Heros (1991–6. April 1992)
    - Ministerpräsident Óscar de la Puente Raygada (6. April 1992–1993)
- Suriname
  - Staatschef: Präsident Ronald Venetiaan (1991–1996, 2000–2010)
  - Regierungschef: Vizepräsident Jules Ratankumar Ajodhia (1991–1996, 2000–2005)
- Uruguay
  - Staats- und Regierungschef: Präsident Luis Alberto Lacalle (1990–1995)
- Venezuela
  - Staats- und Regierungschef: Präsident Carlos Andrés Pérez (1974–1979, 1989–1993)

## Asien

### Ost-, Süd- und Südostasien
- Bangladesch
  - Staatsoberhaupt: Präsident Abdur Rahman Biswas (1991–1996)
  - Regierungschef: Premierministerin Khaleda Zia (1991–1996, 2001–2006)
- Bhutan
  - Staats- und Regierungschef: König Jigme Singye Wangchuck (1972–2006)
- Brunei
  - Staats- und Regierungschef: Sultan Hassanal Bolkiah (seit 1967)
- Republik China (Taiwan)
  - Staatsoberhaupt: Präsident Lee Teng-hui (1988–2000)
  - Regierungschef: Ministerpräsident Hau Pei-tsun (1990–1993)
- Volksrepublik China
  - Parteichef: Generalsekretär der Kommunistischen Partei Chinas Jiang Zemin (1989–2002) (1993–2003 Präsident)
  - Staatsoberhaupt: Präsident Yang Shangkun (1988–1993)
  - Regierungschef: Ministerpräsident Li Peng (1987–1998)
- Indien
  - Staatsoberhaupt:
    - Präsident R. Venkataraman (1987–25. Juli 1992)
    - Präsident Shankar Dayal Sharma (25. Juli 1992–1997)

  - Regierungschef: Premierminister P. V. Narasimha Rao (1991–1996)
- Indonesien
  - Staats- und Regierungschef: Präsident Suharto (1967–1998)
- Japan
  - Staatsoberhaupt: Kaiser Akihito (1989–2019)
  - Regierungschef: Premierminister Miyazawa Kiichi (1991–1993)
- Kambodscha
  - Staatsoberhaupt:
    - Vorsitzender des Staatsrats Heng Samrin (1979–6. April 1992) (bis 1981 Präsident des revolutionären Volksrats)
    - Vorsitzender des Staatsrats Chea Sim (6. April 1992–14. Juni 1993)

  - Regierungschef: Premierminister Hun Sen (1985–2023)
- Nordkorea
  - Vorsitzender der Nationalen Verteidigungskommission: Kim Il-sung (1948–1994)
  - Vorsitzender des Präsidiums der Obersten Volksversammlung: Kim Il-sung (1972–1994)
  - Regierungschef:
    - Ministerpräsident Yon Hyong-muk (1988–11. Dezember 1992)
    - Ministerpräsident Kang Song-san (1984–1986, 11. Dezember 1992–1997)
- Südkorea
  - Staatsoberhaupt: Präsident Roh Tae-woo (1988–1993)
  - Regierungschef:
    - Ministerpräsident Chung Won-shik (1991–8. Oktober 1992)
    - Ministerpräsident Hyun Seung-jong (8. Oktober 1992–1993)
- Laos
  - Staatsoberhaupt:
    - Präsident Kaysone Phomvihane (1991–21. November 1992) (1975–1991 Ministerpräsident)
    - Präsident Nouhak Phoumsavanh (21. November 1992–1998)

  - Regierungschef: Premierminister Khamtay Siphandone (1991–1998)
- Malaysia
  - Staatsoberhaupt: Oberster Herrscher Azlan Shah (1989–1994)
  - Regierungschef: Premierminister Mahathir bin Mohamad (1981–2003, 2018–2020)
- Malediven
  - Staats- und Regierungschef: Präsident Maumoon Abdul Gayoom (1978–2008)
- Myanmar
  - Staatsoberhaupt:
    - Vorsitzender des Staatsrats für Frieden und Entwicklung Saw Maung (1988–29. April 1992) (1988–1992 Ministerpräsident)
    - Vorsitzender des Staatsrats für Frieden und Entwicklung Than Shwe (29. April 1992–2011) (1992–2003 Ministerpräsident)

  - Regierungschef:
    - Ministerpräsident Saw Maung (1988–23. April 1992) (1988–1992  Vorsitzender des Staatsrats für Frieden und Entwicklung)
    - Ministerpräsident Than Shwe (24. April 1992–2003) (1992–2011 Vorsitzender des Staatsrats für Frieden und Entwicklung)
- Nepal
  - Staatsoberhaupt: König Birendra (1972–2001)
  - Regierungschef: Ministerpräsident Girija Prasad Koirala (1991–1994, 1998–1999, 2000–2001, 2006–2008)
- Pakistan
  - Staatsoberhaupt: Präsident Ghulam Ishaq Khan (1988–1993)
  - Regierungschef: Ministerpräsident Nawaz Sharif (1990–1993, 1993, 1997–1999 , 2013–2017)
- Philippinen
  - Staats- und Regierungschef:
    - Präsidentin Corazon Aquino (1986–30. Juni 1992)
    - Präsident Fidel Ramos (30. Juni 1992–1998)
- Singapur
  - Staatsoberhaupt: Präsident Wee Kim Wee (1985–1993)
  - Regierungschef: Premierminister Goh Chok Tong (1990–2004)
- Sri Lanka
  - Staatsoberhaupt: Präsident Ranasinghe Premadasa (1989–1993) (1978–1989 Premierminister)
  - Regierungschef: Premierminister Dingiri Banda Wijetunga (1989–1993) (1993–1994 Präsident)
- Thailand
  - Staatsoberhaupt: König Rama IX. Bhumibol Adulyadej (1946–2016)
  - Regierungschef:
    - Ministerpräsident Anand Panyarachun (1991–7. April 1992, 1992)
    - Ministerpräsident Suchinda Kraprayoon (7. April 1992–24. Mai 1992)
    - Ministerpräsident Meechai Ruchuphan (24. Mai 1992–10. Juni 1992) (kommissarisch)
    - Ministerpräsident Anand Panyarachun (1991–1992, 10. Juni 1992–23. September 1992)
    - Ministerpräsident Chuan Leekpai (23. September 1992–1995, 1997–2001)
- Vietnam
  - Staatsoberhaupt:
    - Vorsitzender des Staatsrats Võ Chí Công (1987–22. September 1992)
    - Präsident Lê Đức Anh (22. September 1992–1997)

  - Regierungschef: Premierminister Võ Văn Kiệt (1988, 1991–1997) (bis 24. September 1992 Vorsitzender des Ministerrats)

### Vorderasien
- Armenien
  - Staatsoberhaupt: Präsident Lewon Ter-Petrosjan (1991–1998)
  - Regierungschef:
    - Ministerpräsident Gagik Harutjunjan (1991–30. Juli 1992, 1993–1996)
    - Ministerpräsident Chosrow Arutjunjan (30. Juli 1992–1993)
- Aserbaidschan
  - Staatsoberhaupt:
    - Präsident Ajas Mutallibow (1991–6. März 1992, 1992)
    - Parlamentspräsident Jagub Mamedow (6. März 1992–14. Mai 1992, 1992) (kommissarisch)
    - Präsident Ajas Mutallibow (1991–1992, 14. Mai 1992–18. Mai 1992)
    - Parlamentspräsident Issa Gambarow (18. Mai 1992–16. Juni 1992) (kommissarisch)
    - Präsident Abulfas Eltschibei (16. Juni 1992–1993)

  - Regierungschef:
    - Ministerpräsident Hassan Hassanow (1991–7. April 1992)
    - Ministerpräsident Feirus Mustafajew (7. April 1992–18. Mai 1992) (kommissarisch)
    - Ministerpräsident Rahim Husseinow (18. Mai 1992–1993)

  - Bergkarabach (6. Januar 1992 Unabhängigkeitserklärung) (international nicht anerkannt)
    - Staatsoberhaupt:
      - Parlamentspräsident Artur Mkrttschjan (7. Januar 1992–14. April 1992)
      - Parlamentspräsident Georgi Petrosjan (14. April 1992–1993) (kommissarisch)

    - Regierungschef:
      - Ministerpräsident Oleg Jessajan (8. Januar 1992–August 1992)
      - Ministerpräsident Robert Kotscharjan (August 1992–1994) (1994–1997 Präsident von Bergkarabach, 1997–1998, 2000 Ministerpräsident von Armenien, 1998–2008 Präsident von Armenien)
- Bahrain
  - Staatsoberhaupt: Emir Isa II. (1971–1999)
  - Regierungschef: Ministerpräsident Chalifa ibn Salman Al Chalifa (1971–2020)
- Georgien
  - Staatsoberhaupt:
    - Präsident Swiad Gamsachurdia (1991–6. Januar 1992)
    - Führer des Militärrats Dschaba Iosseliani (6. Januar 1992–10. März 1992)
    - Führer des Militärrats Tengis Kitowani (6. Januar 1992–10. März 1992)
    - Präsident Eduard Schewardnadse (10. März 1992–2003)

  - Regierungschef:
    - Ministerpräsident Bessarion Guguschwilii (1991–6. Januar 1992)
    - Ministerpräsident Tengis Sigua (1991, 6. Januar 1992–1993)

  - Abchasien (seit 23. Juli 1992 unabhängig) (international nicht anerkannt)
    - Staatsoberhaupt: Präsident Wladislaw Ardsinba (23. Juli 1992–2005)
    - Regierungschef: Ministerpräsident Wascha Sarandija (23. Juli 1992–1993)

  - Südossetien (international nicht anerkannt)
    - Staatsoberhaupt:
      - Parlamentspräsident Snaur Gassijew (1991–Januar 1992)
      - Parlamentspräsident Tores Kulumbegow (Januar 1992–1993)

    - Regierungschef: Ministerpräsident Oleg Tesejew (1991–1993)
- Irak
  - Staatsoberhaupt: Präsident Saddam Hussein (1979–2003) (1979–1991, 1994–2003 Ministerpräsident)
  - Regierungschef: Ministerpräsident Muhammad Hamza az-Zubaidi (1991–1993)
- Iran
  - Religiöses Oberhaupt: Oberster Rechtsgelehrter Ali Chamene’i (seit 1989) (1981–1989 Ministerpräsident)
  - Staatsoberhaupt: Präsident Akbar Hāschemi Rafsandschāni (1989–1997)
- Israel
  - Staatsoberhaupt: Präsident Chaim Herzog (1983–1993)
  - Regierungschef:
    - Ministerpräsident Jitzchak Schamir (1983–1984, 1986–13. Juli 1992)
    - Ministerpräsident Jitzchak Rabin (1974–1977, 13. Juli 1992–1995)
- Jemen
  - Staatsoberhaupt: Vorsitzender des Präsidialrates Ali Abdullah Salih (1990–2012) (ab 1994 Präsident) (1978–1990 Präsident des Nordjemen)
  - Regierungschef: Ministerpräsident Haidar Abu Bakr al-Attas (1990–1994) (1985–1986 Ministerpräsident des Südjemen; 1986–1990 Präsident des Südjemen)
- Jordanien
  - Staatsoberhaupt: König Hussein (1952–1999)
  - Regierungschef: Ministerpräsident Zaid ibn Shaker (1989, 1991–1993, 1995–1996)
- Katar
  - Staats- und Regierungschef: Emir Chalifa bin Hamad Al Thani (1972–1995)
- Kuwait
  - Staatsoberhaupt: Emir Dschabir III. (1977–2006) (1962–1963, 1965–1978 Ministerpräsident)
  - Regierungschef: Ministerpräsident Sa'ad al-Abdallah as-Salim as-Sabah (1978–2003) (2006 Emir)
- Libanon
  - Staatsoberhaupt: Präsident Élias Hrawi (1989–1998)
  - Regierungschef:
    - Ministerpräsident Omar Karami (1990–13. Mai 1992, 2004–2005)
    - Ministerpräsident Rashid as-Solh (1974–1975, 13. Mai 1992–31. Oktober 1992)
    - Ministerpräsident Rafiq al-Hariri (31. Oktober 1992–1998, 2000–2004)
- Oman
  - Staats- und Regierungschef: Sultan Qabus ibn Said (1970–2020)
- Saudi-Arabien
  - Staats- und Regierungschef: König Fahd ibn Abd al-Aziz (1982–2005)
- Syrien
  - Staatsoberhaupt: Präsident Hafiz al-Assad (1971–2000) (1970–1971 Ministerpräsident)
  - Regierungschef: Ministerpräsident Mahmud Zuabi (1987–2000)
- Türkei
  - Staatsoberhaupt: Präsident Turgut Özal (1989–1993) (1983–1989 Ministerpräsident)
  - Regierungschef: Ministerpräsident Süleyman Demirel (1965–1971, 1975–1977, 1977–1978, 1979–1980, 1991–1993) (1993–2000 Präsident)
- Vereinigte Arabische Emirate
  - Staatsoberhaupt: Präsident Zayid bin Sultan Al Nahyan (1971–2004) (1966–2004 Emir von Abu Dhabi)
  - Regierungschef: Ministerpräsident Maktum bin Raschid Al Maktum (1971–1979, 1990–2006) (1990–2006 Emir von Dubai)

### Zentralasien
- Afghanistan
  - Staatsoberhaupt:
    - Präsident Mohammed Nadschibullāh (1987–16. April 1992)
    - Präsident Abdul Rahim Hatef (16. April 1992–28. April 1992) (kommissarisch)
    - Präsident Sibghatullah Modschaddedi (28. April 1992–28. Juni 1992) (kommissarisch)
    - Vorsitzender des Islamischen Rats Burhānuddin Rabbāni (28. Juni 1992–1996)

  - Regierungschef:
    - Ministerpräsident Fazal Haq Chaliqyar (1990–15. April 1992)
    - Ministerpräsident Abdul Sabur Farid (6. Juli 1992l–15. August 1992)
- Kasachstan
  - Staatsoberhaupt: Präsident Nursultan Nasarbajew (1991–2019)
  - Regierungschef: Ministerpräsident Sergei Tereschtschenko (1991–1994)
- Kirgisistan
  - Staatsoberhaupt: Präsident Askar Akajew (1991–2005)
  - Regierungschef:
    - Ministerpräsident Andrei Iordan (1991–10. Februar 1992) (kommissarisch)
    - Ministerpräsident Tursunbek Tschyngyschew (10. Februar 1992–1993)
- Mongolei
  - Staatsoberhaupt: Präsident Punsalmaagiin Otschirbat (1990–1997)
  - Regierungschef:
    - Ministerpräsident Daschiin Bjambasüren (1990–21. Juli 1992)
    - Ministerpräsident Puntsagiin Dschasrai (21. Juli 1992–1996)
- Tadschikistan
  - Staatsoberhaupt:
    - Präsident Rahmon Nabijew (1991, 1991–7. September 1992)
    - Präsident Akbarscho Iskandrow (1991, 7. September 1992–19. November 1992) (kommissarisch)
    - Präsident Emomalij Rahmonow (seit 19. November 1992)

  - Regierungschef:
    - Ministerpräsident Isatullo Chajojew (1991–9. Januar 1992)
    - Ministerpräsident Akbar Mirsojew (9. Januar 1992–21. September 1992)
    - Ministerpräsident Abdumalik Abdulladschanow (21. September 1992–1993)
- Turkmenistan
  - Staats- und Regierungschef: Präsident Saparmyrat Nyýazow (1991–2006)
- Usbekistan
  - Staatsoberhaupt: Präsident Islom Karimov (1991–2016)
  - Regierungschef: Ministerpräsident Abdulhoshim Mutalov (13. April 1992–1995)

## Australien und Ozeanien
- Australien
  - Staatsoberhaupt: Königin Elisabeth II. (1952–2022)
    - Generalgouverneur: Bill Hayden (1989–1996)

  - Regierungschef: Premierminister Paul Keating (1991–1996)
- Cookinseln (unabhängiger Staat in freier Assoziierung mit Neuseeland)
  - Staatsoberhaupt: Königin Elisabeth II. (1965–2022)
    - Queen’s Representative: Apenera Short (1990–2000)

  - Regierungschef: Premierminister Geoffrey Henry (1983, 1989–1999)
- Fidschi
  - Staatsoberhaupt: Präsident Penaia Ganilau (1987–1993) (1983–1987 Generalgouverneur)
  - Regierungschef:
    - Premierminister Kamisese Mara (1970–1987, 1987–2. Juni 1992) (1993–2000 Präsident)
    - Premierminister Sitiveni Rabuka (2. Juni 1992–1999, seit 2022) (1987 Staatsoberhaupt)
- Kiribati
  - Staats- und Regierungschef: Präsident Teatao Teannaki (1991–1994)
- Marshallinseln
  - Staats- und Regierungschef: Präsident Amata Kabua (1986–1996)
- Mikronesien
  - Staats- und Regierungschef: Präsident Bailey Olter (1991–1997)
- Nauru
  - Staats- und Regierungschef: Präsident Bernard Dowiyogo (1976–1978, 1989–1995, 1996, 1998–1999, 2000–2001, 2003, 2003)
- Neuseeland
  - Staatsoberhaupt: Königin Elisabeth II. (1952–2022)
    - Generalgouverneurin: Catherine Tizard (1990–1996)

  - Regierungschef: Premierminister Jim Bolger (1990–1997)
- Niue (unabhängiger Staat in freier Assoziierung mit Neuseeland)
  - Staatsoberhaupt: Königin Elisabeth II. (1974–2022)
    - Queen’s Representative: Generalgouverneur von Neuseeland

  - Regierungschef:
    - Premierminister Robert Rex (1974–12. Dezember 1992)
    - Premierminister Young Vivian (12. Dezember 1992–1993, 2002–2008) (kommissarisch)
- Papua-Neuguinea
  - Staatsoberhaupt: Königin Elisabeth II. (1975–2022)
    - Generalgouverneur: Wiwa Korowi (1991–1997)

  - Regierungschef:
    - Premierminister Rabbie Namaliu (1988–17. Juli 1992)
    - Premierminister Paias Wingti (1985–1988, 17. Juli 1992–1994)
- Salomonen
  - Staatsoberhaupt: Königin Elisabeth II. (1978–2022)
    - Generalgouverneur: George Lepping (1988–1994)

  - Regierungschef: Premierminister Solomon Mamaloni (1981–1984, 1989–1993, 1994–1997)
- Tonga
  - Staatsoberhaupt: König Taufaʻahau Tupou IV. (1970–2006)
  - Regierungschef: Premierminister Baron Vaea (1991–2000)
- Tuvalu
  - Staatsoberhaupt: Königin Elisabeth II. (1978–2022)
    - Generalgouverneur: Toaripi Lauti (1990–1993) (1978–1981 Premierminister)

  - Regierungschef: Premierminister Bikenibeu Paeniu (1989–1993, 1996–1999)
- Vanuatu
  - Staatsoberhaupt: Präsident Frederick Karlomuana Timakata (1984, 1989–1994)
  - Regierungschef: Premierminister Maxime Carlot Korman (1991–1995, 1996)
- Westsamoa (heute Samoa)
  - Staatsoberhaupt: O le Ao o le Malo Tanumafili II. (1962–2007)
  - Regierungschef: Premierminister Tofilau Eti Alesana (1982–1985, 1988–1998)

## Europa
- Albanien
  - Staatsoberhaupt:
    - Präsident Ramiz Alia (1982–3. April 1992) (bis 1991 Vorsitzender des Präsidiums der Volksversammlung) (1985–1991 Parteichef)
    - Parlamentspräsident Kastriot Islami (3. April 1992–6. April 1992) (kommissarisch)
    - Parlamentspräsident Pjetër Arbnori (6. April 1992–9. April 1992) (kommissarisch)
    - Präsident Sali Berisha (9. April 1992–1997) (2005–2013 Ministerpräsident)

  - Regierungschef:
    - Ministerpräsident Vilson Ahmeti (1991–13. April 1992)
    - Ministerpräsident Aleksandër Meksi (13. April 1992–1997)
- Andorra
  - Co-Fürsten:
    - Staatspräsident von Frankreich: François Mitterrand (1981–1995)
    - Bischof von Urgell: Joan Martí Alanís (1971–2003)

  - Regierungschef: Regierungspräsident Òscar Ribas Reig (1982–1984, 1990–1994)
- Belarus
  - Staatsoberhaupt: Vorsitzender des Obersten Sowjets Stanislau Schuschkewitsch (1991–1994)
  - Regierungschef: Ministerpräsident Wjatschaslau Kebitsch (1991–1994)
- Belgien
  - Staatsoberhaupt: König Baudouin I. (1951–1993)
  - Regierungschef:
    - Ministerpräsident Wilfried Martens (1979–1981, 1981–7. März 1992)
    - Ministerpräsident Jean-Luc Dehaene (7. März 1992–1999)
- Bosnien und Herzegowina (seit 3. März 1992 unabhängig)
  - Staatsoberhaupt: Präsident: Alija Izetbegović (3. März 1992–1998, 2000) (ab 1996 Vorsitzender des Staatspräsidiums)
  - Regierungschef:
    - Ministerpräsident Jure Pelivan (3. März 1992–9. November 1992)
    - Ministerpräsident Mile Akmadžić (9. November 1992–1993)
- Bulgarien
  - Staatsoberhaupt: Präsident Schelju Schelew (1990–1997)
  - Regierungschef:
    - Ministerpräsident (1991–30. Dezember 1992)
    - Ministerpräsident Ljuben Berow (30. Dezember 1992–1994)
- Dänemark
  - Staatsoberhaupt: Königin Margrethe II. (1972–2024)
  - Regierungschef: Ministerpräsident Poul Schlüter (1982–1993)
  - Färöer (politisch selbstverwalteter und autonomer Bestandteil des Königreichs Dänemark)
    - Vertreter der dänischen Regierung: Reichsombudsmann Bent Klinte (1988–1995)
    - Regierungschef: Ministerpräsident Atli P. Dam (1970–1881, 1985–1989, 1991–1993)

  - Grönland (politisch selbstverwalteter und autonomer Bestandteil des Königreichs Dänemark)
    - Vertreter der dänischen Regierung:
      - Reichsombudsmann Torben Hede Pedersen (1979–13. Juli 1992)
      - Reichsombudsmann Steen Spore (1. August 1992–1995)

    - Regierungschef: Ministerpräsident Lars-Emil Johansen (1991–1997)
- Deutschland
  - Staatsoberhaupt: Bundespräsident Richard von Weizsäcker (1984–1994)
  - Regierungschef: Bundeskanzler Helmut Kohl (1982–1998)
- Estland
  - Staatsoberhaupt: Präsident Lennart Meri (6. Oktober 1992–2001)
  - Regierungschef:
    - Ministerpräsident Edgar Savisaar (1991–29. Januar 1992)
    - Ministerpräsident Tiit Vähi (29. Januar–21. Oktober 1992, 1995–1997)
    - Ministerpräsident Mart Laar (21. Oktober 1992–1994, 1999–2002)
- Finnland
  - Staatsoberhaupt: Präsident Mauno Koivisto (1982–1994) (1968–1970, 1979–1982 Ministerpräsident)
  - Regierungschef: Ministerpräsident Esko Aho (1991–1995)
- Frankreich
  - Staatsoberhaupt: Präsident François Mitterrand (1981–1995)
  - Regierungschef:
    - Premierministerin Édith Cresson (1991–2. April 1992)
    - Premierminister Pierre Bérégovoy (2. April 1992–1993)
- Griechenland
  - Staatsoberhaupt: Präsident Konstantinos Karamanlis (1974, 1980–1985, 1990–1995) (1955–1958, 1958–1961, 1961–1963, 1974–1980 Ministerpräsident)
  - Regierungschef: Ministerpräsident Konstantinos Mitsotakis (1990–1993)
- Irland
  - Staatsoberhaupt: Präsidentin Mary Robinson (1990–1997)
  - Regierungschef:
    - Taoiseach Charles J. Haughey (1979–1981, 1982, 1987–11. Februar 1992)
    - Taoiseach Albert Reynolds (11. Februar 1992–1994)
- Island
  - Staatsoberhaupt: Präsidentin Vigdís Finnbogadóttir (1980–1996)
  - Regierungschef: Ministerpräsident Davíð Oddsson (1991–2004)
- Italien
  - Staatsoberhaupt:
    - Präsident Francesco Cossiga (1985–28. April 1992) (1979–1980 Ministerpräsident)
    - Senatspräsident Giovanni Spadolini (28. April 1992–28. Mai 1992) (kommissarisch)
    - Präsident Oscar Luigi Scalfaro (28. Mai 1992–1999)

  - Regierungschef:
    - Ministerpräsident Giulio Andreotti (1972–1973, 1976–1979, 1989–28. Juni 1992)
    - Ministerpräsident Giuliano Amato (28. Juni 1992–1993, 2000–2001)
- Jugoslawien
  - Staatsoberhaupt:
    - Vorsitzender des Präsidiums Branko Kostić (1991–15. Juni 1992) (kommissarisch)
    - Präsident Dobrica Ćosić (15. Juni 1992–1993)

  - Regierungschef:
    - Präsident des ausführenden Bundesrates Aleksandar Mitrović (1991–14. Juli 1992) (kommissarisch)
    - Ministerpräsident Milan Panić (14. Juli 1992–1993)
- Kanalinseln[1]
  - Guernsey
    - Staats- und Regierungschef: Herzogin Elisabeth II. (1952–2022)
      - Vizegouverneur: Michael Wilkins (1990–1994)

  - Jersey
    - Staats- und Regierungschef: Herzogin Elisabeth II. (1952–2022)
      - Vizegouverneur: John Sutton (1990–1995)
- Kroatien
  - Staatsoberhaupt: Präsident Franjo Tuđman (1991–1999)
  - Regierungschef:
    - Regierungspräsident Franjo Gregurić (1991–8. September 1992)
    - Regierungspräsident Hrvoje Šarinić (8. September 1992–1993)
- Lettland
  - Staatsoberhaupt: Parlamentssprecher Anatolijs Gorbunovs (21. August 1991–1993) (kommissarisch)
  - Regierungschef: Ministerpräsident Ivars Godmanis (21. August 1991–1993, 2007–2009)
- Liechtenstein
  - Staatsoberhaupt: Fürst Hans-Adam II. (seit 1989)
  - Regierungschef: Hans Brunhart (1978–1993)
- Litauen
  - Staatsoberhaupt:
    - Vorsitzender der verfassungsgebenden Versammlung Vytautas Landsbergis (1990–25. November 1992)
    - Vorsitzender des Obersten Rats Algirdas Brazauskas (25. November 1992–1998) (2001–2006 Ministerpräsident)

  - Regierungschef:
    - Ministerpräsident Gediminas Vagnorius (1991–21. Juli 1992, 1996–1999)
    - Ministerpräsident Aleksandras Abišala (21. Juli 1992–2. Dezember 1992)
    - Ministerpräsident Bronislovas Lubys (2. Dezember 1992–1993)
- Luxemburg
  - Staatsoberhaupt: Großherzog Jean (1964–2000)
  - Regierungschef: Ministerpräsident Jacques Santer (1984–1995)
- Malta
  - Staatsoberhaupt: Präsident Ċensu Tabone (1989–1994)
  - Regierungschef: Premierminister Edward Fenech Adami (1987–1996, 1998–2004) (2004–2009 Präsident)
- Isle of Man[1]
  - Staatsoberhaupt: Lord of Man Elisabeth II. (1952–2022)
    - Vizegouverneur: Laurence Jones (1990–1995)

  - Regierungschef: Premierminister Miles Walker (1986–1996)
- Mazedonien
  - Staatsoberhaupt: Präsident Kiro Gligorov (1991–1999)
  - Regierungschef:
    - Ministerpräsident Nikola Kljusev (1991–17. August 1992)
    - Ministerpräsident Branko Crvenkovski (17. August 1992–1998, 2002–2004) (2004–2009 Präsident)
- Moldau
  - Staatsoberhaupt: Präsident Mircea Ion Snegur (1991–1997)
  - Regierungschef:
    - Ministerpräsident Valeriu Muravschi (1991–1. Juli 1992)
    - Ministerpräsident Andrei Sangheli (1. Juli 1992–1997)

  - Transnistrien (international nicht anerkannt)
    - Präsident: Igor Smirnow (1991–2011)
- Monaco
  - Staatsoberhaupt: Fürst: Rainier III. (1949–2005)
  - Regierungschef: Staatsminister Jacques Dupont (1991–1994)
- Niederlande
  - Staatsoberhaupt: Königin Beatrix (1980–2013)
  - Regierungschef: Ministerpräsident Ruud Lubbers (1982–1994)
  - Niederländische Antillen (Land des Königreichs der Niederlande)
    - Vertreter der niederländischen Regierung: Gouverneur Jaime Saleh (1990–2002)
    - Regierungschef:  Ministerpräsidentin Maria Liberia-Peters (1984–1986, 1988–25. November 1993)
- Norwegen
  - Staatsoberhaupt: König Harald V. (seit 1991)
  - Regierungschef: Ministerpräsidentin Gro Harlem Brundtland (1981, 1986–1989, 1990–1996)
- Österreich
  - Staatsoberhaupt:
    - Bundespräsident Kurt Waldheim (1986–8. Juli 1992)
    - Bundespräsident Thomas Klestil (8. Juli 1992–2004)

  - Regierungschef: Bundeskanzler Franz Vranitzky (1986–1997)
- Polen
  - Staatsoberhaupt: Präsident Lech Wałęsa (1990–1995)
  - Regierungschef:
    - Ministerpräsident Jan Olszewski (1991–5. Juni 1992)
    - Ministerpräsident Waldemar Pawlak (5. Juni 1992–8. Juli 1992, 1993–1995)
    - Ministerpräsidentin Hanna Suchocka (8. Juli 1992–1993)
- Portugal
  - Staatsoberhaupt: Präsident Mário Soares (1986–1996) (1976–1978, 1983–1985 Ministerpräsident)
  - Regierungschef: Ministerpräsident Aníbal Cavaco Silva (1985–1995) (seit 2006 Präsident)
- Rumänien
  - Staatsoberhaupt: Präsident Ion Iliescu (1989–1996, 2000–2004)
  - Regierungschef:
    - Ministerpräsident Theodor Stolojan (1991–4. November 1992)
    - Ministerpräsident Nicolae Văcăroiu (4. November 1992–1996)
- Russland
  - Staatsoberhaupt: Präsident Boris Jelzin (1991–1999)
  - Regierungschef:
    - Ministerpräsident Jegor Gaidar (15. Juni 1992–14. Dezember 1992)
    - Ministerpräsident Wiktor Tschernomyrdin (14. Dezember 1992–1998)
- San Marino
  - Staatsoberhaupt: Capitani Reggenti
    - Edda Ceccoli (1. Oktober 1991–1. April 1992) und Marino Riccardi (1. Oktober 1991–1. April 1992, 2004)
    - Germano De Biagi (1979–1980, 1983–1984, 1. April 1992–1. Oktober 1992) und Ernesto Benedettini (1. April 1992–1. Oktober 1992, 2008–2009)
    - Romeo Morri (1. Oktober 1992–1. April 1993) und Marino Zanotti (1. Oktober 1992–1. April 1993, 1997–1998)

  - Regierungschef: Außenminister Gabriele Gatti (1986–2002) (2011–2012 Capitano Reggente)
- Schweden
  - Staatsoberhaupt: König Carl XVI. Gustaf (seit 1973)
  - Regierungschef: Ministerpräsident Carl Bildt (1991–1994)
- Schweiz[2]
  - Bundespräsident René Felber (1. Januar 1992–31. Dezember 1992)
  - Bundesrat:
    - Otto Stich (1984–1995)
    - Jean-Pascal Delamuraz (1984–1998)
    - Flavio Cotti (1987–1999)
    - Arnold Koller (1987–1999)
    - René Felber (1988–1993)
    - Adolf Ogi (1988–2000)
    - Kaspar Villiger (1989–2003)
- Slowenien
  - Staatsoberhaupt: Präsident Milan Kučan (1991–2002)
  - Regierungschef:
    - Ministerpräsident Lojze Peterle (1991–14. Mai 1992)
    - Ministerpräsident Janez Drnovšek (14. Mai 1992–2000, 2000–2002) (2002–2007 Präsident)
- Spanien
  - Staatsoberhaupt: König Juan Carlos I. (1975–2014)
  - Regierungschef: Ministerpräsident Felipe González (1982–1996)
- Tschechoslowakei (Auflösung 31. Dezember 1992)
  - Staatsoberhaupt: Präsident Václav Havel (1989–1992)
  - Regierungschef: Ministerpräsident Marián Čalfa (1989–1992)
- Ukraine
  - Staatsoberhaupt: Präsident Leonid Krawtschuk (1991–1994)
  - Regierungschef:
    - Ministerpräsident Witold Fokin (1991–2. Oktober 1992)
    - Ministerpräsident Walentin Symonenko (2. Oktober 1992–13. Oktober 1992) (kommissarisch)
    - Ministerpräsident Leonid Kutschma (13. Oktober 1992–1993) (1994–2005 Präsident)
- Ungarn
  - Staatsoberhaupt: Präsident Árpád Göncz (1990–2000)
  - Regierungschef: Ministerpräsident József Antall (1990–1993)
- Vatikanstadt
  - Staatsoberhaupt: Papst Johannes Paul II. (1978–2005)
  - Regierungschef:
    - Kardinalstaatssekretär Angelo Sodano (1990–2006)
    - Präsident des Governatorats Rosalio Lara (1990–1997)
- Vereinigtes Königreich
  - Staatsoberhaupt: Königin Elisabeth II. (1952–2022) (gekrönt 1953)
  - Regierungschef: Premierminister John Major (1990–1997)
- Republik Zypern
  - Staats- und Regierungschef: Präsident Georges Vassiliou (1988–1993)
  - Nordzypern (international nicht anerkannt)
    - Staatsoberhaupt: Präsident Rauf Denktaş (1983–2005)
    - Regierungschef: Ministerpräsident Derviş Eroğlu (1985–1994, 1996–2004, 2009–2010) (2010–2015 Präsident)